# لاغو نورتي
لاغو نورتي (تترجم إلى لاغو الشمالية)(بالبرتغالية: Lago Norte‏) هي منطقة إدارية في المقاطعة الفيدرالية في البرازيل. تقع معظم المنطقة المأهولة بالسكان في شبه جزيرة على بحيرة بارانوا. بلغ عدد سكانها في عام 2010 ما يقارب 41627 نسمة.

## روابط خارجية
- موقع الحكومة المحلية الرسمي

1. ↑  "Brasília (Brazil): Districts - Population Statistics, Charts and Map". www.citypopulation.de. مؤرشف من الأصل في 2023-02-07. اطلع عليه بتاريخ 2020-12-18.